# Ocean Life
Die Ocean Life war ein Kreuzfahrtschiff, das 1981 auf der Werft Stocnia Szczecinska im A Warskiego in Stettin (Volksrepublik Polen) für die staatliche Schwarzmeer-Seereederei (ГП Черноморское морское пароходство ММФ СССР) in Odessa in der damaligen Sowjetunion gebaut wurde. Das Schiff gehört zur Dmitriy-Shostakovich-Klasse, Projekt B 492. Es trug zunächst den Namen des russischen Schriftstellers Lew Tolstoi.
Die Schwesterschiffe sind sie Dmitriy Shostakovich, die Georg Ots,  dei Mikhail Suslov, die Konstantin Simonov, die Mikhail Sholokhov und die Konstantin Chernenko.

## Geschichte
Der Stapellauf erfolgte in Stettin am 6. Februar 1981. Für die Innenausstattung wurde das Schiff nach Hamburg überführt. Am 21. Oktober 1981 wurde die an Black Sea Shipping abgeliefert. Danach war die Lev Tolstoy für Seeadler Seetouristik, Stuttgart, im Einsatz. In der Sommersaison wurde sie als Auto- und Passagierfähre zwischen Odessa und Istanbul und außerhalb der Saison für Kreuzfahrten verschiedener deutscher Veranstalter (Seeadler Seetouristik, Columbus Seereisen, Neckermann) eingesetzt.
Im September 2007 wurde das Schiff an die easyCruise verkauft und nahm im April 2008 unter dem neuen Namen easyCruise Life ihren Dienst auf. easyCruise verkaufte das Schiff 2009. Seit 2010 fuhr es unter dem Namen Ocean Life in Indien. Ab 2011 lag das Schiff aufgelegt in Piraeus. Am 15. August 2014 traf das Schiff in Aliağa zum Abbruch ein.

### Zwischenfälle
- Am 14. Juni 2008 strandete die easyCruise Life auf einer Sandbank vor der griechischen Insel Syros, wobei niemand verletzt wurde und keine Beschädigungen entstanden. Nach dem Vorfall wurde das Schiff in den Hafen geschleppt.
- Am 18. November 2010 befand sich die Ocean Life mit 401 Personen an Bord, darunter 134 Besatzungsmitglieder,[8] auf ihrer Jungfernfahrt von Goa nach Mumbai. Rund 17 Seemeilen vor Goa entstand ein Riss im Rumpf des Schiffes, durch den Wasser in das Schiff eindrang. Das Schiff bekam Schlagseite nach Backbord. Die Ocean Life wurde zurück nach Mormugao geschleppt und danach auf der Werft Western India Shipyard repariert. Der Riss, der für den Wassereinbruch verantwortlich war, konnte hierbei nicht gefunden werden.[9]